# Liste der Listed Buildings in Pulford
Die Liste der Listed Buildings in Pulford nennt die 14 Bauwerke in Pulford in Cheshire West and Chester, England, die in der National Heritage List for England als Listed Buildings geführt werden. Eines davon ist im Grade II* und alle anderen sind im Grade II eingestuft. Der Civil parish liegt innerhalb des Herrensitzes Eaton Hall, dem Landsitz des Dukes of Westminster und ist, mit Ausnahme des Dorfes Pulford selbst, ländlich geprägt. Bei den eingetragenen Bauwerken handelt es sich hauptsächlich um Gebäude des Herrensitzes und eine Kirche, von denen viele, teils alleine und teils mit seinen Partnern, durch den Architekten John Douglas aus Chester gebaut wurden.
| Grade | Kriterium                                                   |
| ----- | ----------------------------------------------------------- |
| II*   | Besonders bedeutende Bauwerke von allgemeinem Interesse.    |
| II    | Bauwerke von nationaler Bedeutung und speziellem Interesse. |

## Bauwerke
| Name und Lage                                                     | Bild | Bauzeitraum               | Beschreibung | Grade |
| ----------------------------------------------------------------- | ---- | ------------------------- | --- | ----- |
| Pump Cottages 53° 7′ 27″ N, 2° 55′ 58,5″ W                        |      | 17. Jahrhundert           | Eine Reihe mit drei Cottages, die im 19. Jahrhundert umgebaut wurden. Es handelt sich im Wesentlichen um Holzfachwerk, das später weitgehend mit gestrichenen Backsteinenen ausgefüllt wurde. Die drei Häuser, zu denen das Postamt des Ortes gehört, sind H-förmig angeordnet, wobei zwei der Häuser zur Straße giebelständig sind. Bei den Fenstern handelt es sich um Flügelfenster. Bestandteil des Eintrages ist ein Nebengebäude aus Backstein, das im 19. Jahrhundert gebaut wurde. | II    |
| Old Rectory 53° 7′ 18,8″ N, 2° 56′ 2″ W                           |      | um 1800                   | Das Gebäude entstand aus einem Bau mit quadratischem Grundriss, der Mitte des 19. Jahrhunderts an der Nordseite erweitert wurde. Es ist aus Backstein gebaut und hat ein Satteldach aus Schiefer. Der ursprüngliche Gebäudeteil ist zweistöckig, mit drei Jochen und Schiebefenstern nach Westen und Süden. Der Anbau hat zweieinhalb Stockwerke und Flügelfenster. Das nördlich gelegene Nebengebäude ist ebenfalls denkmalgeschützt. | II    |
| Cottage, nördlich von Green Paddocks 53° 7′ 57″ N, 2° 55′ 50,9″ W |      | vor 1815                  | Dieses ursprüngliche Cottage mit angebauten Schuppen und Heuspeicher ist ein rechteckiges Backsteingebäude mit Satteldach aus Schiefer. Das Cottage hat zwei Stockwerke und eine aus drei Fenstern bestehende Vorderseite. Diese sind neugotische Flügelfenster mit Gusseisen. | II    |
| Lyndale Farmhouse 53° 7′ 50,5″ N, 2° 55′ 44,8″ W                  |      | um 1830                   | Das aus gestrichenen Backsteinen gebaute Farmhaus hat ein Pyramidendach aus Schiefer. Es ist zweistöckig und hat an der Vorderseite zwei Fenster sowie eine zentral angeordnete Eingangstür. Das Fenster links des Eingangs ist ein trapezförmiges Erkerfenster. Die Fenster sind gusseisern und im neugotischen Stil. | II    |
| Parish Room 53° 7′ 23,5″ N, 2° 56′ 4,9″ W                         |      | um 1850                   | Das Gemeindehaus aus Backstein mit rustizierten Ecksteinen aus Sandsteinen sowie einem Satteldach aus Schiefer. Auf der Rückseite befindet sich ein Tudorbogen mit einem neugotischen Fenster mit gusseisernem Rahmen. Die anderen Fenster sind nicht ursprünglich. | II    |
| North Lodge 53° 7′ 21,7″ N, 2° 56′ 2″ W                           |      | um 1850                   | Das an der Nordseite des Pulforder Zufahrt nach Eaton Hall gelegene Haus des Torwächters ist aus Stein gebaut und hat einen Schornstein mit drei separaten senkrechten Abzügen. An der Schornsteinspitze befindet sich eine Brüstung und falsche Giebel. | II    |
| South Lodge 53° 7′ 21″ N, 2° 56′ 2,4″ W                           |      | um 1850                   | Das Pförtnerhaus auf der Südseit der Zufahrt nach Eaton Hall war ein als Cottage maskierter Lagerschuppen. Es wurde aus Sandstein im jakobinischen Stil gebaut und hat Brüstungen und falsche Giebel. An der Vorderseite sind die Fenster mit Fensterpfosten versehen, darüber befinden sich Wappen der Grosvenors. Die Vorhofmauer aus Sandstein ist Bestandteil des denkmalgeschützten Anwesens. | II    |
| Oak Cottage und Glenwood 53° 7′ 41,5″ N, 2° 55′ 53,7″ W           |      | 1865                      | Das Paar Cottages auf Plinthen aus Sandstein hat Satteldächer aus Schiefer. Die Cottages sind in einem vereinfachten jakobinischen Stil gebaut, haben zwei Stockwerke, und beide haben eine Tiefe von einem Fenster. Bei den Fenstern handelt es sich um Gitterfenster. Oak Cottage hat außerdem einen angebauten Vorbau mit Pultdach. | II    |
| Manor Cottages 53° 7′ 39,8″ N, 2° 55′ 54,9″ W                     |      | 1867                      | Dieses Paar Cottages steht auf Plithen aus Sandstein hat Satteldächer aus Schiefer. Die Cottages sind in einem vereinfachten jakobinischen Stil gebaut, haben zwei Stockwerke, und beide haben eine Tiefe von einem Fenster. Bei den Fenstern handelt es sich um Gitterfenster. Das einstöckige Nebengebäude auf der Rückseite ist Bestandteil des Eintrages. | II    |
| Green Paddocks 53° 7′ 55,2″ N, 2° 55′ 51,6″ W                     |      | 1871–72                   | Der ursprünglich als Limes Farmhouse bekannte Bau wurde von dem Architekten John Douglas für Hugh Grosvenor, dem damaligen 3. Marquess of Westminster entworfen. Es ist ein Backsteinbau mit roten Dachziegeln, hat zwei Stockwerke und eine Attika, und die Eingangsseite ist symmetrisch mit drei Jochen. Das mittlere Feld tritt aus der Fassade hervor und verfügt über einen Torbogeneingang sowie einen mit Stuckarbeiten versehenen Giebel. Die seitlichen Felder haben Dachgauben mit geformten Giebeln. Die Fenster verfügen über Fensterpfosten oder Fensterpfosten mit Querbalken. | II    |
| Cuckoo’s Nest 53° 8′ 12,1″ N, 2° 55′ 29,6″ W                      |      | Ende des 19. Jahrhunderts | Dieser Gebäudekomplex bildet die Endstation und die Werkstätten der Eaton Hall Railway. Die Entwürfe stammen von John Douglas und wurden für den 1. Duke of Westminster gefertigt. Bestandteil des Gebäudekomplexes sind das Büro des Dienststellenleiters, Werkstätten, Büros, Schuppen und eine Schmiede. | II    |
| Meadow House farm buildings 53° 7′ 59,2″ N, 2° 57′ 22,7″ W        |      | Ende des 19. Jahrhunderts | Der Entwurf der Farmgebäudes wird John Douglas zugeschrieben. Sie sind aus Backsteinen gebaut, und die Fassade ist verputzt und mit falschem Fachwerk versehen. Sie bilden einen L-förmigen Komplex, der seit seiner Erbauung nur wenig verändert wurde. | II    |
| St Mary’s Church 53° 7′ 20,3″ N, 2° 56′ 5,3″ W                    |      | 1881–84                   | Die Kirche ersetzte einen früheren Bau an dieser Stelle und wurde von John Douglas entworfen. Der 1. Duke of Westminster beteiligte sich an den Baukosten. Die Kirche besteht aus rotem Sandstein mit Bändern aus hellerem Stein und hat ein Dach mit roten Ziegeln. Der Grundriss des Bauwerks ist kreuzförmig und besteht aus einem Hauptschiff ohne Seitenschiffe, der Kanzel mit dem Querschiff, dem Kirchenportal nach Norden und einem mit Dachschindeln gedeckten Kirchturm an der Nordwestseite. Der Stil der Kirche ist an die Decorated Gothic des Mittelalters angelehnt.          | II*   |
| Park House and Ivy Cottage 53° 7′ 26″ N, 2° 56′ 2,4″ W            |      | 1887                      | Dieses Haus mit angebautem Cottage wurde von Douglas and Fordham für Hugh Lupus Grosvenor, 1. Duke of Westminster geplant. Beides ist aus braunen Backsteinen gebaut, die Damaszierung ist aus blauen Backsteinen, und das Dach ist mit roten Dachziegeln gedeckt. Das Gebäude ist zweistöckig, wobei das obere Stockwerk leicht übersteht. Das Haus hat drei Joche und das Cottage besteht aus einem. Die Fenster sind Flügelfenster. | II    |

## Belege
1. ↑  Listed Buildings. Historic England, abgerufen am 10. Februar 2016 (englisch).
2. ↑  Pump Cottages (including Post Office), and outbuilding, Pulford [1138391]. In: National Heritage List for England. Historic England, abgerufen am 10. Februar 2016 (englisch).
3. ↑  Old Rectory and Outbuilding, Pulford [1136608]. In: National Heritage List for England. Historic England, abgerufen am 10. Februar 2016 (englisch).
4. ↑  The Cottage north of Green Paddocks, Pulford [1330230]. In: National Heritage List for England. Historic England, abgerufen am 10. Februar 2016 (englisch).
5. ↑  Farmhouse of Lyndale Farm, Pulford [1312705]. In: National Heritage List for England. Historic England, abgerufen am 10. Februar 2016 (englisch).
6. ↑  Parish Room, Pulford [1330229]. In: National Heritage List for England. Historic England, abgerufen am 10. Februar 2016 (englisch).
7. 1 2 3 4  Hartwell, Hyde, Hubbard, Pevsner, 2011. S. 550.
8. ↑  Lodge and Forecourt Wall north of former Pulford Approach to Eaton Park [1136618]. In: National Heritage List for England. Historic England, abgerufen am 10. Februar 2016 (englisch).
9. ↑  Lodge and Forecourt Wall south of former Pulford Approach to Eaton Park [1330228]. In: National Heritage List for England. Historic England, abgerufen am 10. Februar 2016 (englisch).
10. ↑  Oak Cottage (formerly Police House) and Glenwood, Pulford [1138393]. In: National Heritage List for England. Historic England, abgerufen am 10. Februar 2016 (englisch).
11. ↑  Manor Cottages and attached storeshed and domestic offices, Pulford [1136634]. In: National Heritage List for England. Historic England, abgerufen am 10. Februar 2016 (englisch).
12. ↑  Hubbard 1991. S. 318.
13. ↑  Green Paddocks, Pulford [1136635]. In: National Heritage List for England. Historic England, abgerufen am 10. Februar 2016 (englisch).
14. ↑  The Cuckoo’s Nest, Pulford [1375683]. In: National Heritage List for England. Historic England, abgerufen am 10. Februar 2016 (englisch).
15. ↑  Hubbard, 1991. S. 278.
16. ↑  Farmbuildings at Meadow House Farm, Pulford [1391377]. In: National Heritage List for England. Historic England, abgerufen am 10. Februar 2016 (englisch).
17. ↑  Hartwell, Hyde, Hubbard, Pevsner, 2011. S. 549.
18. ↑  Hubbard, 1991. S. 137.
19. ↑  Church of St Mary, Pulford [1138390]. In: National Heritage List for England. Historic England, abgerufen am 10. Februar 2016 (englisch).
20. ↑  Park House (formerly Garden Cottage) and Ivy Cottage, Pulford [1138392]. In: National Heritage List for England. Historic England, abgerufen am 10. Februar 2016 (englisch).

- Karte mit allen Koordinaten:
- OSM |
- WikiMap